# 芳村堂
23°05′39.77″N 113°14′37.52″E / 23.0943806°N 113.2437556°E芳村堂是位于中国广州的一座基督教堂。
芳村堂起源于1891年由美北长老会传教士那夏礼（Rev.Henry V.Noyes）创立的长老会五支会，位于培英学校内。1923年信徒增加以后，募集巨款在上芳村平民大街建造新堂，称为中华基督教会广东协会芳村堂，又名平民堂，英文名称为那夏礼纪念堂。
1960年教堂大联合时，芳村地区的信义会芳村堂（1898年起）和中华基督教会白鹤洞堂（1937年，今广州市培英中学内，原貌尚存）被并入该堂，实行联合礼拜。1966年8月文革爆发，芳村堂被关闭，直到20年后的1986年1月26日才恢复宗教活动。
1993年6月，因建设珠江隧道被征用，迁到下芳村原信义会芳村堂址。后于1997年7月搬迁至信义路27号现址。
1997年9月5日，由政府出资兴建的新堂落成启用。

## 聚會時間
上午 09:30（普通話）
下午 02:00（粵語）